# Purse Caundle
Purse Caundle est une paroisse civile et un village du Dorset, en Angleterre.